# Welcome My Friend
『Welcome My Friend』（ウェルカム・マイ・フレンド）は、OKAMOTO'Sの3作目のEP。2020年8月26日にAriola Japanから発売された。

## 概要
- 前作『BOY』から約1年7ヶ月振りのリリース[注 1]。
- CDは初回生産限定盤、通常盤の2形態で発売。
- 表題曲「Welcome My Friend」は、フジテレビ系ノイタミナ『富豪刑事 Balance:UNLIMITED』のエンディングテーマである[4]。
- 収録曲「History」は、キノフィルムズ配給映画『十二単衣を着た悪魔』の主題歌である[5]。
- 初回生産限定盤の特典Blu-rayには、2020年6月27日に開催された、自身初の無観客生配信ライブ『90'S TOKYO BOYS"Online Broadcast"』[3]の映像を収録[6]。
- 本作は、2020年3月から本格的にレコーディングを始めたものの、新型コロナウイルス「COVID-19」の感染拡大による緊急事態宣言を受け一時中断、同年6月にレコーディングを再開し仕上げた[6]。

## 収録曲

### CD
- 全作詞：オカモトショウ
全作曲：オカモトショウ、オカモトコウキ
全編曲：OKAMOTO'S

1. Welcome My Friend - [3:47]
  - フジテレビ系ノイタミナ『富豪刑事 Balance:UNLIMITED』エンディングテーマ

同アニメは、自身が以前主題歌を担当したアニメ映画『HELLO WORLD』の監督である伊藤智彦と再びタッグを組んでおり、ボーカルのオカモトショウは、「2人の刑事がお互い嫌味を言い合いながらも協力し合う姿と、10年このメンバーでバンドをやってきたことがどこかリンクする気がして、このアニメに相応しい曲を書けたと思っています。皆さんにも気に入ってもらえると嬉しいです。」とコメントしている[4]。
EP収録曲で唯一翌年発売の9th Album『KNO WHERE』に収録された。
2. THE BEAR - [1:45]
3. Riot - [3:14]
4. Misty - [3:54]
5. MOTEL - [4:50]
6. History - [3:50]
  - キノフィルムズ配給映画『十二単衣を着た悪魔』主題歌

同映画の監督を務めた女優の黒木瞳が、エンディングにどうしてもロックナンバーを使用したかったため、数あるアーティストの楽曲を聴く中で、Netflix配信ドラマ『火花』の主題歌である自身の「BROTHER」を気に入り、この曲に近いテイストの新曲の書き下ろしをメンバーに依頼[5]。更に、黒木は、レコーディングスタジオにも足を運び、楽曲完成までメンバーとコミュニケーションを取った[5]。
ボーカルのオカモトショウは、「OKAMOTO'Sの初の武道館ワンマンを終えてすぐに書いた歌詞です。自分達のこれまでの歴史の中にあったいろんな出来事が自分達を成長させてくれたことと、映画の物語がリンクするよう書いたこの曲を、映画を通して皆さんにも気に入ってもらえたら嬉しいです」とコメントし、黒木は、「『十二単衣を着た悪魔』を象徴するような、パッションがあって、前向きになれるような、熱量のこもった歌に仕上げてくださって、すごく感謝しています」とコメントしている[5]。

### 特典Blu-ray（初回生産限定盤）
| #   | タイトル                 | 作詞 | 作曲・編曲 |
| --- | ------------------------ | ---- | ---------- |
| 1.  | 「Beek」                 |      |            |
| 2.  | 「青い天国」             |      |            |
| 3.  | 「NO MORE MUSIC」        |      |            |
| 4.  | 「NEKO」                 |      |            |
| 5.  | 「Border Line」          |      |            |
| 6.  | 「Phantom(By Lipstick)」 |      |            |
| 7.  | 「Dance To Moonlight」   |      |            |
| 8.  | 「BROTHER」              |      |            |
| 9.  | 「ROCKY」                |      |            |
| 10. | 「90’S TOKYO BOYS」      |      |            |